# Aeropuerto Internacional de Ufá

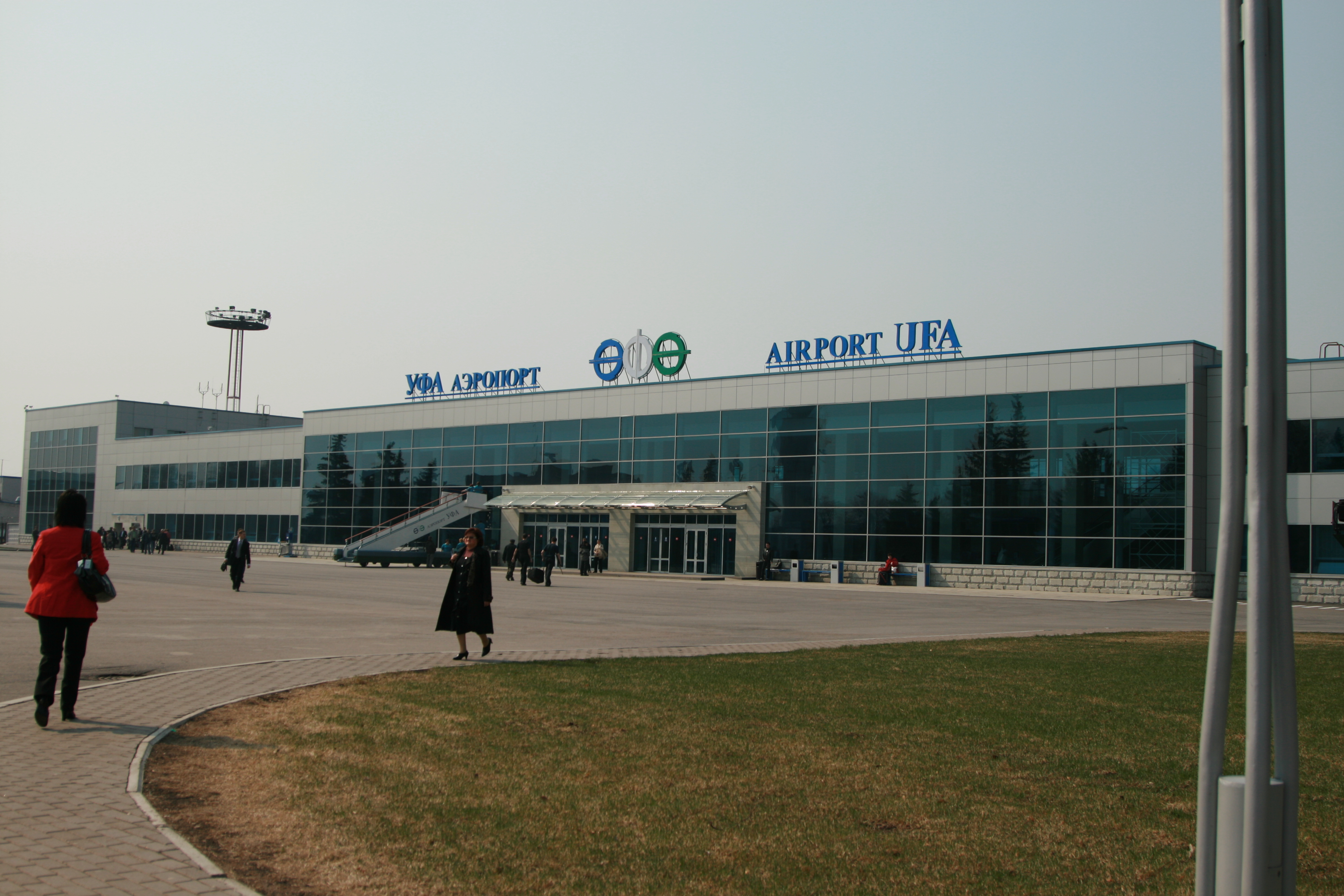
Terminal de Ufá.

El Aeropuerto Internacional de Ufá (ruso: Международный аэропорт Уфа) (IATA: UFA, OACI: UWUU) es un aeropuerto civil internacional de la República rusa de Baskortostán, situado a 25 km al sudoeste de Ufá.

## Cronología
- 1923 - 1924 - Con la apertura del Club de Aviación de Ufá, el primer avión llega a Ufá.
- 1933 - Apertura de la línea aérea Ufá-Mrakovo-Magnitogorsk-Ufá.
- 1954 - Llega el primer avión Antonov An-2 a Ufá.
- 1956 - Llega el primer helicóptero Mil Mi-1 y el primer avión Yakovlev Yak-12 a Ufá.
- 1958 - Llega el primer avión Lisunov Li-2 a Ufá.
- 1959 - 1963 - Ampliación del aeropuerto para los modernos avones Antonov An-24, Ilyushin Il-18 y Tupolev Tu-124.
- 1967 - Llegan los primeros Tupolev Tu-134 a Ufá.
- 1974 - Los primeros Tupolev Tu-154 a Ufá.
- 1990 - II categoría ICAO para el aeropuerto de Ufá.
- 1992 - Apertura de la terminal internacional del aeropuerto.
- 2005 - 2007- Trabajos de reconstrucción de las pistas activas y de la terminal de pasajeros del aeropuerto de Ufá.

## Datos técnicos
El aeropuerto de Ufá está dotado actualmente de 5 pistas, de las cuales las activas son dos pistas que han sido recientemente reformadas con sistemas de iluminación que permiten el aterrizaje y despegue 24h al día.
Las dimensiones de la primera pista activa es de 2,513 m x 50 m (orientación 14L/32R). Las dimensiones de la segunda pista activa es de 3,761 m x 60 m (orientación 14L/32R).
El aeropuerto de Ufá está equipado para la manutención, aterrizaje y despegue de los aviones Boeing 747 y Antonov An-124 y todos los aviones de clase menor. El aeropuerto ofrece un servicio antincendio y de intervención rápida según la categoría 8ª del ICAO.

## Datos meteorológicos
| Mes         | Enero | Febrero | Marzo | Abril | Mayo | Junio | Julio | Agosto | Septiembre | Octubre | Noviembre | Diciembre |
| Temperatura | -18   | -18     | -12   | -1    | 7    | 12    | 13    | 12     | 6          | 0       | -8        | -15       |
| ----------- | ----- | ------- | ----- | ----- | ---- | ----- | ----- | ------ | ---------- | ------- | --------- | --------- |

## Compañías aéreas y destinos
En el aeropuerto operan vuelos de las siguientes compañías:
| Aerolíneas         | Destinos |
| ------------------ | --- |
| Aeroflot           | Moscú–Sheremetyevo |
| Alrosa             | Estacional: Simferopol (suspendido) |
| Azimuth            | Krasnodar, Rostov-on-Don, Yerevan |
| Azur Air           | Chárter estacional: Antalya, Dalaman, Enfidha, La Romana                                                                                            |
| Buta Airways       | Baku |
| Gazpromavia        | Moscú–Vnukovo |
| Ikar               | Moscú–Sheremetyevo, Nizhny Nóvgorod |
| Komiaviatrans      | Syktyvkar, Usinsk |
| KrasAvia           | Novy Urengoy, Tyumen |
| NordStar           | Baku, Norilsk |
| Nordwind Airlines  | Baku, Kaliningrad, Moscú–Sheremetyevo Estacional: Simferopol (suspendido), Sochi Chárter estacional: Antalya, Monastir, Yerevan                     |
| Pobeda             | Estambul, Moscú–Sheremetyevo, Moscú–Vnukovo, Saint Petersburg, Sochi                                                                                |
| Red Wings Airlines | Astana, Estambul, Moscú–Domodedovo Estacional: Simferopol (suspendido), Sochi Charter: Antalya, Dalaman                                             |
| Rossiya Airlines   | Saint Petersburg Estacional: Sochi |
| RusLine            | Narian-Mar, Saint Petersburg |
| S7 Airlines        | Moscú–Domodedovo, Novosibirsk Estacional: Hurghada, Sharm el-Sheij                                                                                  |
| Shirak Avia        | Yerevan |
| Smartavia          | Saint Petersburg Estacional: Simferopol (suspendido), Sochi                                                                                         |
| Southwind Airlines | Chárter estacional: Antalya |
| Ural Airlines      | Bangkok–Suvarnabhumi, Dushanbe, Moscú–Domodedovo, Nizhnevartovsk, Noyabrsk, Surgut Estacional: Khujand                                              |
| Utair              | Kazan, Khanty-Mansiysk, Kogalym, Moscú–Vnukovo, Nizhnevartovsk, Nizhny Nóvgorod, Samara, Surgut, Tyumen, Volgograd, Yekaterinburg Estacional: Anapa |
| UVT Aero           | Estacional: Gelendzhik, Simferopol (suspendido), Sochi                                                                                              |
| Uzbekistan Airways | Tashkent |
| Yamal Airlines     | Moscú–Domodedovo, Nadym, Novy Urengoy, Noyabrsk, Salejard                                                                                           |

Por otro lado en el aeropuerto de Ufá operan vuelos chárter y de cargo de las siguientes compañías rusas y extranjeras:Karat Air, Novosibirsk Avia, S7 Airlines, Avia-Tatarstan, Yakutavia, Yamal Airlines,  Rjazan Airlines, Turkish Airlines.